# Catherine Helen Spence

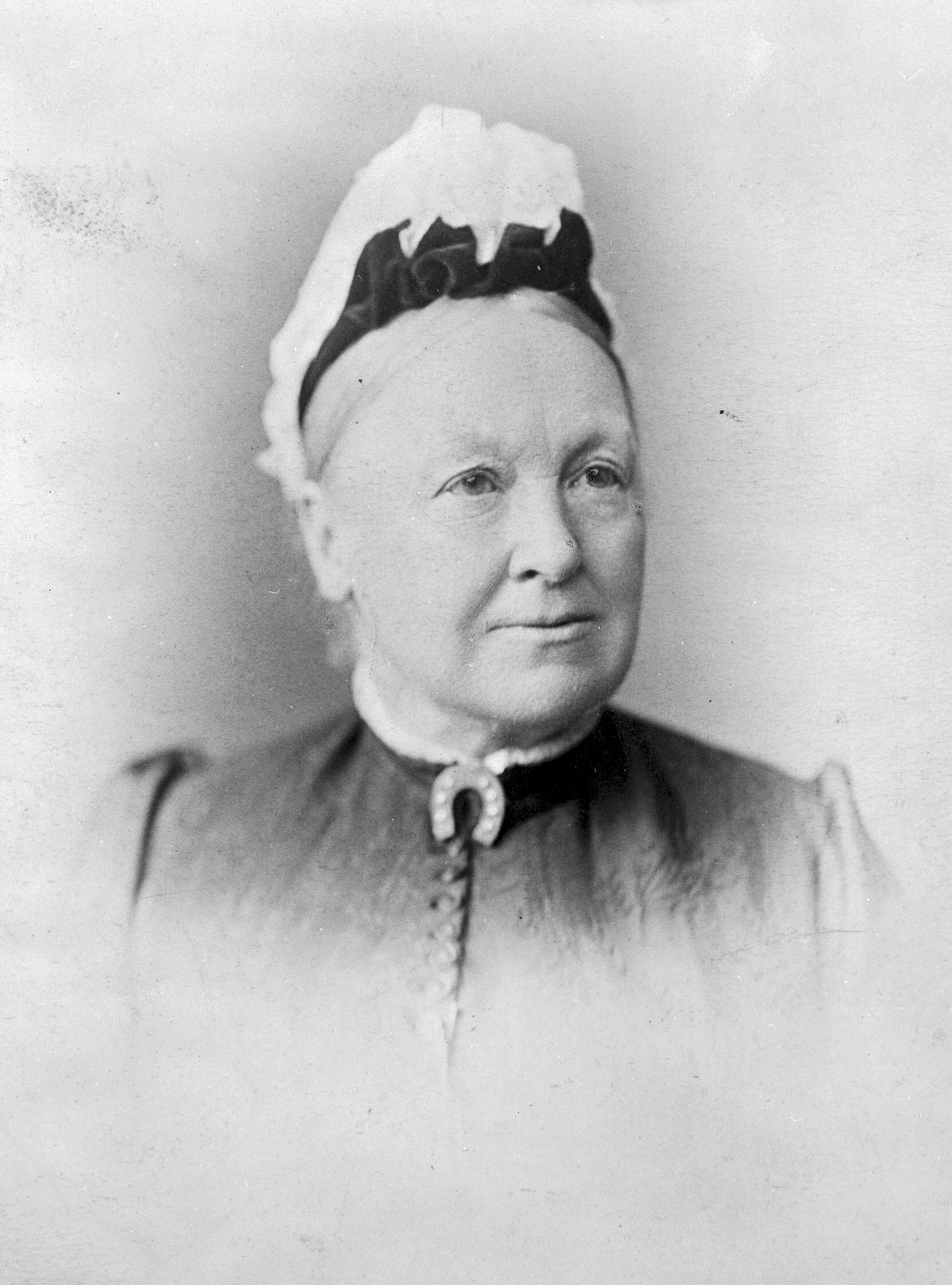
Catherin Helen Spence, 1890er Jahre

Catherine Helen Spence (* 31. Oktober 1825 in Melrose, Schottland; † 3. April 1910) war eine australische Schriftstellerin, Feministin und Sozialreformerin, die 1854 mit Clare Morrison den ersten von einer Frau geschriebenen Roman über das Leben in Australien verfasste.

## Leben

Porträt von Catherine Helen Spence auf einem 5-Dollar-Schein (2001)

Catherine Helen Spence emigrierte mit ihrer Familie 1839 von Schottland nach Australien und verfasste 1854 mit Clare Morrison den ersten von einer Frau geschriebenen Roman über das Leben in Australien.
In der Folgezeit schrieb sie fünf weitere Romane, wobei der letzte davon, Handfasted (1884), erst posthum veröffentlicht wurde. Ihr Interesse an der Sozialen Frage in Australien führte sie dazu, eine Vortragsreise durch das Vereinigte Königreich und die USA abzuhalten.
Ihren Einsatz für eine proportionale Geschlechterverteilung in öffentlichen Vertretungen beschrieb sie in ihrem Buch A Plea for Pure Democracy (1861). Darüber hinaus war sie Verfasserin des ersten Textbuchs zu sozialen Studien in Australien, das 1880 unter dem Titel The Laws We Live Under erschien.
Mitte der 1890er Jahre trat sie für die Errichtung des Australischen Bundes ein, der am 1. Januar 1901 begründet wurde. Nach der Gründung des Australischen Repräsentantenhauses aufgrund der Verfassung von Australien war sie die erste Frau, die für dieses Parlament, wenn auch erfolglos, kandidierte.
1910 erschien posthum ihre Autobiografie mit dem Titel Catherine Helen Spence: an Autobiography, die von Jeanne Young vervollständigt und herausgegeben wurde.
Zum hundertjährigen Jubiläum der Gründung des Australischen Bundes wurde sie 2001 durch eine Sonderbanknote des australischen Dollar geehrt: Gemeinsam mit dem „Vater des Australischen Bundes“ und fünfmaligen Premierminister von New South Wales Sir Henry Parkes erschien ihr Porträt auf einem fünf Dollar-Schein.

## Hintergrundliteratur
- Jeanne Young: Catherine Helen Spence: a Study and an Appreciation, 1937